# ديزموند لوك
ديزموند لوك (بالإنجليزية: Desmond Luke)‏ هو دبلوماسي ومحامي وسياسي سيراليوني، ولد في 6 أكتوبر 1935.

## روابط خارجية
- ديزموند لوك على موقع مونزينجر (الألمانية)